# خال‌پلنگی
خال‌پلنگی (نام علمی: Neurosigma siva) نام یک گونه از خانواده فرچه‌پایان است.